# Pierre Foursin
Pierre-Alexandre Foursin, né le 10 février 1852 à Courtils et mort le 7 août 1916 à Paris, est un homme politique français.

## Biographie
Pierre-Alexandre Foursin est le fils d'Aimée-Louise Dauphin et de Pierre-Marie Foursin, un douanier habitant au lieu-dit de la Ruette, dans la commune normande de Courtils. Même après son installation dans la capitale, Pierre conservera des liens avec la Manche en établissant sa résidence secondaire à Saint-Pair-sur-Mer.
Engagé volontaire lors de la Guerre franco-prussienne, alors qu'il n'a que dix-huit ans, Pierre Foursin sert comme sergent-major au 70e de ligne. Fait prisonnier à Metz, il est interné à Münster, dont il parvient à s'échapper.
Après la guerre, il milite dans les rangs républicains à l'occasion de la crise du 16 mai 1877.

### Promoteur des relations franco-canadiennes
Dès le début des années 1880, Foursin s'intéresse au Canada et, plus particulièrement, à la présence française dans ce pays, dont il devient bientôt un promoteur très actif.
Sous le nom de plume « Foursin-Escande », il rédige des récits de voyage dans la presse, décrivant notamment l'incendie du quartier Saint-Jean-Baptiste à Québec dont il a été témoin en juin 1881. Il devient le secrétaire du commissaire général du Canada à Paris, le québécois Hector Fabre et œuvre à la signature d'un traité de commerce franco-canadien ainsi qu'à l'établissement d'une ligne française de paquebots subventionnée par le parlement d'Ottawa.
Le 11 juin 1884, Hector Fabre, Paul Fabre, E. Girouard et Foursin fondent l'hebdomadaire Paris-Canada, « organe international des intérêts canadiens et français », qui a pour but de faciliter les relations entre les deux pays. Foursin en est le gérant.
En 1891, le parlement autonome du Canada ordonne l'impression d'une brochure rédigée par Foursin après son voyage (La Colonisation française au Canada, Ottawa, Brown Chamberlin, 1891, 45 pages).
Avec six amis (Albert et Auguste Haymann, Jean et André Chartier, Armand Goupil et Louis Gigot), Foursin fonde la Société foncière du Canada, dont il prend la présidence. Dotée d'un capital de 350 000 francs, cette société achète des terrains à l'ouest du Manitoba, dans ce qui deviendra la province de Saskatchewan, afin d'y établir une colonie française. En mars 1893, Foursin et quatre de ses associés s'embarquent pour le dominion. Le mois suivant, ils fondent un village sur le territoire de l'ancienne réserve Piapot, au sud-ouest de Wolseley, à 55 milles de Regina. En allusion à leur origine parisienne, ils le baptisent du nom de « Montmartre ».

### Membre de la Ligue des patriotes
Républicain nationaliste avec une sensibilité de gauche, Foursin adhère avant 1888 à la Ligue des patriotes (LDP), une organisation patriotique et revanchiste dont le leader est Paul Déroulède.
En mars 1888, lors de la crise interne qui frappe la LDP, tiraillée entre ceux qui souhaitent lui conserver un caractère apolitique et ceux qui soutiennent l'engagement boulangiste prôné par Déroulède, Foursin fait explicitement partie de ces derniers. Déroulède et ses partisans ayant finalement eu gain de cause, Foursin entre le 25 novembre au comité directeur, auquel il appartiendra jusqu'à sa mort. Il est également l'administrateur du « moniteur » de la LDP, Le Drapeau.
Lors des élections municipales d'avril-mai 1890, Foursin, qui habite alors au no 14 de la rue des Poissonniers, est candidat dans le quartier de la Goutte-d'Or, dont le conseiller sortant est un anti-boulangiste, le socialiste possibiliste Aimé Lavy. Or, Foursin a parmi ses concurrents un autre « révisionniste », le blanquiste Alfred Breuillé. Aidé par cette division des boulangistes, Lavy est réélu dès le premier tour, avec 3 635 voix sur 7 175 votants, loin devant Foursin (1 876 voix) et Breuillé (1 134 suffrages). Lavy ayant été élu député quelques mois plus tard, il rend son siège au conseil municipal. Une élection partielle a donc lieu le 15 février 1891. Cette fois-ci, Foursin se désiste en faveur de Breuillé. Ce dernier arrive ainsi en tête du premier tour, mais c'est cependant son concurrent, le broussiste Augustin Heppenheimer, qui l'emporte au second tour.
En février 1893, Breuillé et Foursin s'entendent en vue des prochaines élections : le premier est à nouveau candidat aux municipales (et sera effectivement élu le 23 avril), tandis que le second brigue un siège de député dans la 3e circonscription du 18e arrondissement de Paris correspondant aux quartiers de la Chapelle et de la Goutte-d'Or, face à Lavy, député sortant d'une autre circonscription (celle de Clignancourt). La campagne est rude, Lavy accusant Foursin d'être vendu à l'Angleterre en raison de ses activités canadiennes. Au premier tour, le 20 août, le « socialiste révisionniste » Foursin arrive en troisième position, avec 2 284 voix sur 10 563 votants, derrière Lavy (3 687) et le républicain modéré Hostein (2 389), mais devant le radical-socialiste Gérault-Richard (1 255 voix). Afin de tenter d'empêcher la réélection de Lavy, Foursin se désiste vainement en faveur d'Hostein.
La LDP a été dissoute au printemps 1889 dans le cadre de la répression du boulangisme par le gouvernement. Comme d'autres fidèles de la ligue, Foursin a cependant poursuivi ses activités militantes. En mars 1890, il a ainsi été nommé vice-président d'un « Comité central de défense du suffrage universel » présidé par le député boulangiste Élie Boudeau. Au début de 1891, Foursin et Eugène de Ménorval ont cherché à relancer clandestinement la LDP, mais une série de perquisitions sont venues briser leurs efforts dès le mois de mars. Ménorval étant parti fonder sa propre « Ligue anti-allemande », c'est aux côtés de Pierre Richard que Foursin a tenté d'organiser, sans plus de succès, un « Comité des patriotes républicains indépendants » l'année suivante. En 1894, il fait partie d'un nouvel avatar de la ligue dissoute, la « Ligue patriotique des intérêts français » (LPIF). Ce n'est cependant qu'entre la fin de l'année 1896 et le début de l'année 1897 que la LDP est officiellement relancée.

### Antidreyfusard et élu parisien

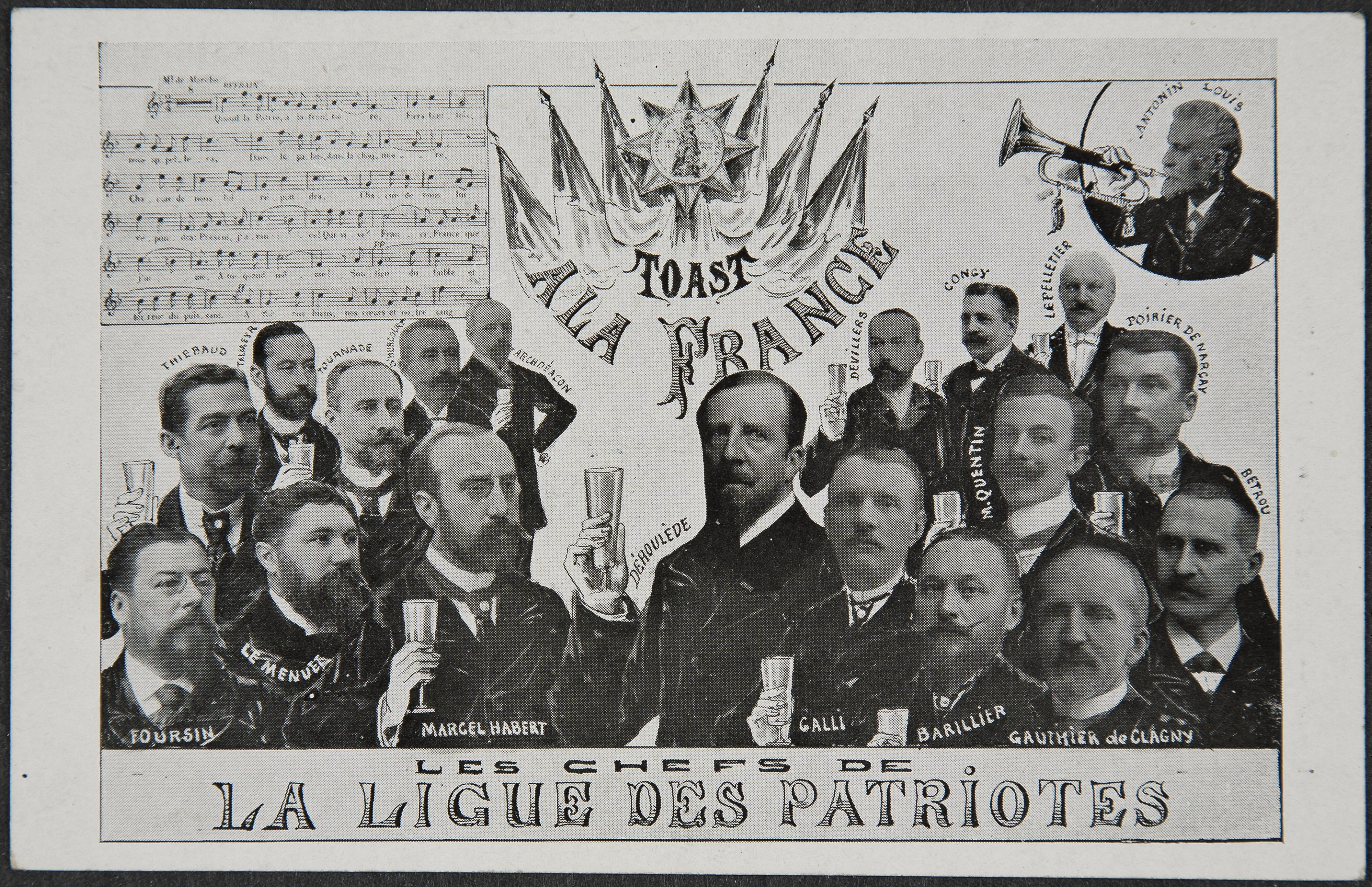
Carte postale (vers 1902) avec un photomontage des chefs de la Ligue des patriotes. Foursin est au premier rang, à gauche.

Lors des élections législatives de 1898, Foursin se présente à nouveau contre Lavy. Soutenu par le Comité central socialiste révolutionnaire, Foursin arrive encore en troisième position au premier tour, avec 2 692 voix, derrière Lavy (5 842) et le radical-socialiste antidreyfusard Armand Holtz (2 976 voix). Foursin se désiste alors en faveur de Holtz, qui parvient à battre Lamy au second tour. Peu de temps après cette revanche, Foursin adhère au Parti républicain socialiste français (PRSF) d'Alfred Gabriel, dont il est membre du comité exécutif.
Tout en participant aux réunions du PRSF, Foursin reste très actif au sein de la LDP tout au long de l'affaire Dreyfus. Le 21 juin 1899, Foursin et Henri Galli représentent la LDP lors de pourparlers avec les monarchistes et les antisémites visant à unifier le mouvement antidreyfusard Ces négociations n'auront pas plus de succès que le projet de coup de force échafaudé par Déroulède et lors duquel Foursin aurait été chargé de conduire une brigade pour tenir les boulevards Saint-Michel et Saint-Germain. Le 14 décembre, il témoigne en faveur de Déroulède et des chefs antidreyfusards qui comparaissent en Haute Cour.
C'est également dans le contexte de l'affaire Dreyfus que Foursin se brouille avec son ancien allié Breuillé, dreyfusard, qu'il affronte lors d'un duel au pistolet en septembre 1899. Quelques mois plus tard, à l'occasion des élections municipales de mai 1900, les deux hommes sont à nouveau concurrents dans le quartier de la Goutte-d'Or, où Foursin habite toujours (rue Doudeauville). Arrivé en tête au premier tour, avec 2 788 voix sur 7 957 votants, devant Breuillé (2 152) et Heppenheimer (2 088), le « socialiste nationaliste » Foursin est soutenu par Holtz au second tour. Ayant bénéficié du maintien d'Heppenheimer, Foursin est élu conseiller municipal avec 3 576 voix sur 7 646 votants, contre 1 806 à Breuillé et 2 195 à Heppenheimer.
Les élections ayant été très favorables aux nationalistes parisiens, Foursin siège dans la nouvelle majorité, au sein du Groupe républicain nationaliste. Le 12 juin 1901, il est élu vice-président du conseil général de la Seine, avec 50 voix, contre 47 à Léopold Bellan.
Malgré son implantation parisienne, c'est à Chartres qu'il se porte candidat lors des législatives de 1902, face au républicain radical Gustave Lhopiteau. Ce dernier est réélu avec 6 389 voix, Foursin ayant obtenu 3 215 suffrages, devant l'opportuniste Garbe (2 819 voix).
Malgré l'investiture de la Ligue de la patrie française, Foursin n'est pas réélu conseiller municipal en 1904, car il est battu au second tour avec 4 049 voix contre 4 599 à Heppenheimer, qui a bénéficié du report des voix de Breuillé (1 452 voix au premier tour).

### Dernières années
En vue des élections législatives de 1906, Foursin prépare une nouvelle candidature dans sa circonscription avant de la retirer au profit du nationaliste Édouard Bussat.
En 1908, il est à nouveau battu à la Goutte-d'Or, avec 2 120 voix contre 4 759 au conseiller sortant, le socialiste unifié (SFIO) Heppenheimer. En 1912, ce dernier ne se représente pas. Foursin songe alors à reprendre son siège de conseiller municipal avec l'étiquette de « républicain libéral » (droite) mais le comité républicain libéral de son quartier soutient la candidature d'E. Landé. Si Foursin parvient à devancer nettement ce rival au premier tour, il n'arrive cependant qu'en cinquième position, avec 1 097 voix, derrière le républicain de gauche (radical) Paul Malingre (2 046), le socialiste unifié Marcel Cachin (1 447), le socialiste indépendant Buisson (1 217) et le syndicaliste Toffin (1 207). Il maintient sa candidature au second tour, mais le phénomène du vote utile en faveur du « radical anti-collectiviste » Malingre réduit le score de Foursin à 783 voix. Celles-ci manquent cependant à Malingre et permettent à Cachin d'être élu avec seulement 270 voix d'avance.
Au début de la Première Guerre mondiale, Foursin tient à reprendre du service, comme lieutenant de l'armée territoriale, malgré son âge et ses problèmes de santé.
A la fin de sa vie, Foursin, célibataire, réside au no 34 de la rue Victor-Massé. Après une brève maladie, il meurt à l'hôpital Lariboisière le 7 août 1916. Le 11 août, ses obsèques ont lieu dans son département natal, à Saint-Pair-sur-Mer.